# 浸渍油
浸渍油是添加了其他物质(如草药)的植物油。商业上可用的浸渍油包括所有这些, 和其他的油。草药师和芳香疗法师不仅使用这些纯的浸渍油，而且也使用这些油的混合物，而且几乎可以浸渍任何已知的草药。通常用于浸渍的基础油包括杏仁油、葵花籽油、橄榄油以及其他食品级甘油三酯植物油，但毫无疑问其他油也被使用。
- 山金车油（英语：Arnica）, 从山金车中萃取。 经常使用药用橄榄油作为基础油，或者当被用作按摩油时使用杏仁油。
- 金盏花
- 胡萝卜
- 繁缕
- 紫草
- 高良姜
- 马蹄花（英语：Horse Chestnut）
- 椴树花
- 万寿菊
- 绣线菊
- 毛蕊花属
- 海带
- 圣约翰麦芽汁（英语：St. Johns Wort）